# Cantó de Saint-Ouen-sur-Seine
El cantó de Saint-Ouen-sur-Seine és un cantó francès del departament de Sena Saint-Denis, situat al districte de Saint-Denis. Des del 2015 té 3 municipis.

## Municipis
- Épinay-sur-Seine (en part)
- L'Île-Saint-Denis
- Saint-Ouen-sur-Seine

## Història
| Data d'elecció                           | Identitat           | Partit | Qualitat |
| ---------------------------------------- | ------------------- | ------ | -------- |
| 1967-1973                                | Fernand Lefort      | PCF    |          |
| 1973-1979                                | Paulette Fost       | PCF    |          |
| 1979-2004                                | Jean-Pierre Heinen  | PCF    |          |
| 2004-                                    | Jacqueline Rouillon | PCF    |          |
| les dades anteriors no són pas conegudes |                     |        |          |
|                                          |                     |        |          |

## Demografia
| A partir de 1990: Població sense dobles comptes |